# Metropolia di Arkalochori, Kasteli e Viannos

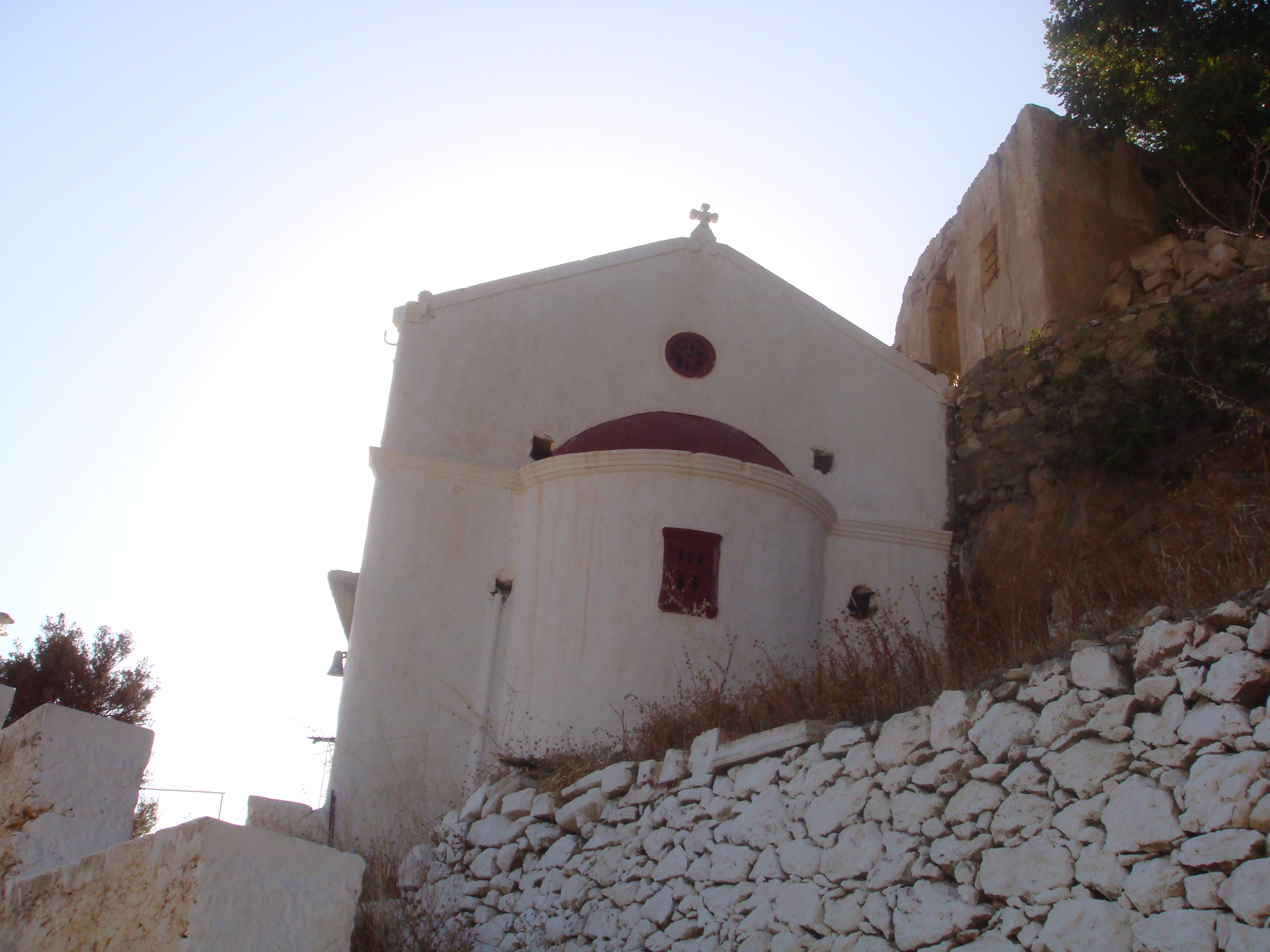
Il monastero di Sant'Antonio a Arvi, comune di Viannos.

La metropolia di Arkalochori, Kasteli e Viannos (in greco Ιερά Μητρόπολις Αρκαλοχωρίου, Καστελλίου και Βιάννου?) è una delle 8 metropolie che, assieme all'arcidiocesi di Creta, costituiscono la Chiesa di Creta, una Chiesa ortodossa semiautonoma sotto il Patriarcato ecumenico di Costantinopoli.
Dal 3 novembre 2001 metropolita di Arkalochori, Kasteli e Viannos, ipertio ed esarca di Pediada, è Andreas Nanakis.

## Territorio
La metropolia comprende l'entroterra e la parte meridionale dell'unità periferica di Candia, e si estende su parte dei comuni di Minoa Pediada, Viannos e Chersonissos.
Sede della metropolia è la città di Arkalochori, dove si trovano la cattedrale metropolitana di Sant'Andrea e la cattedrale della Trasfigurazione del Salvatore.
La metropolia comprende diversi monasteri, tra cui quelli di Aghia Marina a Voni e di Aghios Antonios ad Arvi.

## Storia
La metropolia è stata eretta il 20 gennaio 2001 con parti dell'arcidiocesi di Creta e delle metropolie di Gortina e Arcadia e di Petra e Chersonissos.